# 國立臺灣歷史博物館
國立臺灣歷史博物館，簡稱台史博，是位於臺南市安南區的博物館。展覽內容著重在臺灣歷史，包括多民族長時間與臺灣自然環境互動的歷史，也包括對外關係、族群、以及現代化的臺灣等主題。
其中行政典藏大樓於2007年完工啟用，全館於2011年10月29日開館，並列為中華民國建國百年系列活動之一。

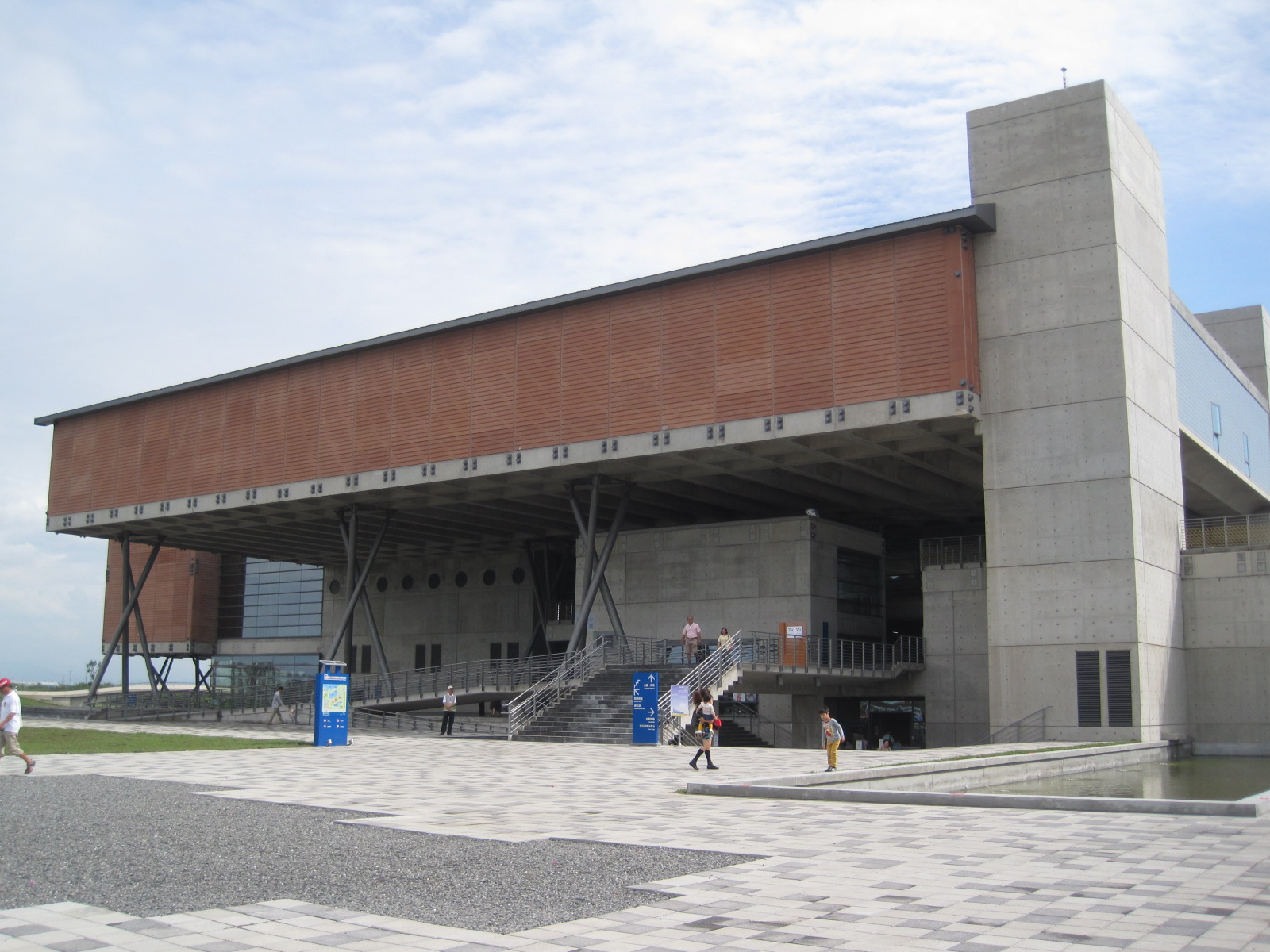
展示教育大樓

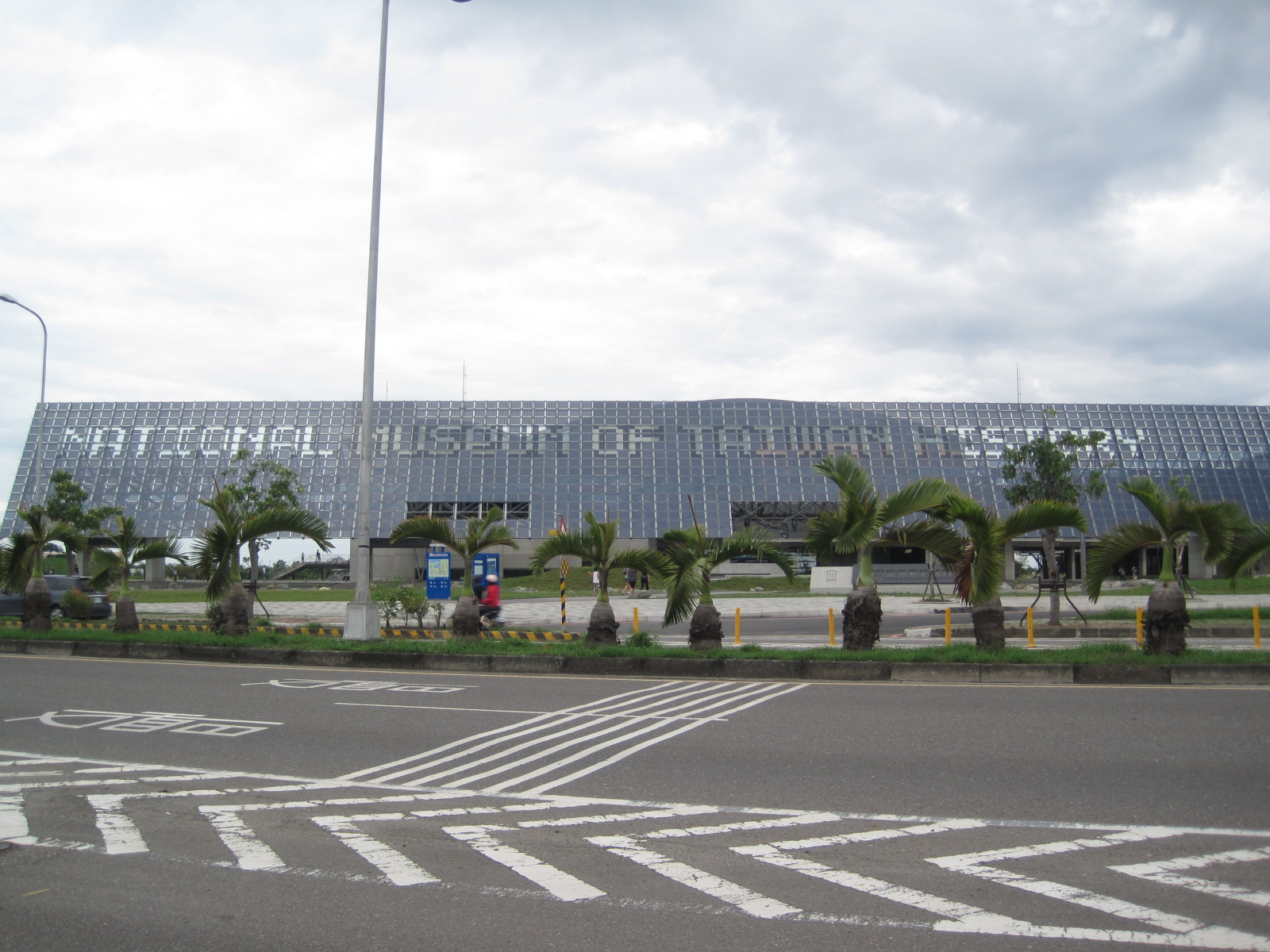
太陽能板組成的光電雲牆，上拼有台史博英文名稱字樣

## 歷史
1992年時，時任總統李登輝與臺灣省主席連戰訪視臺灣省立博物館，指示臺灣省政府籌建「臺灣省立歷史博物館」。1997年9月，臺灣省政府文化處發布「臺灣省立歷史博物館籌備處主任」派令，籌備處主任由臺灣省立博物館館長施明發兼任。
隔年7月，臺灣省政府文化處正式成立「臺灣省立歷史博物館籌備處」，臨時辦公室設於國立臺灣博物館。後因配合精省，臺灣省立歷史博物館籌備處改隸行政院文化建設委員會，更名為「國立臺灣歷史博物館籌備處」。
2000年4月時，籌備處臨時辦公室從臺博館遷至台北市中正區行政院農業委員會舊式倉庫，進行舊建築再利用，籌備處在2年後遷移至臺南市安平區圖書館。
- 2003年底，行政典藏大樓建築工程動工。
- 2004年10月：臨時辦公室第二期裝修工程申報竣工，籌備處辦公室進駐博物館基地。
- 2005年，對外營運的展示教育大樓建築工程動工。
- 2007年3月15日︰國立臺灣歷史博物館正式成立，吳密察出任第1位館長。
- 2007年5月11日：由臨時辦公處喬遷至行政典藏大樓。
- 2007年5月－6月：舉辦「國立臺灣歷史博物館LOGO徵選活動」，至截止日6月15日共收1082件。經評比後，由張晏瑜的「NMTH LOGO設計」獲得第一名。
- 2011年10月29日：開館。
- 2012年5月21日：配合文化部成立，改隸文化部。

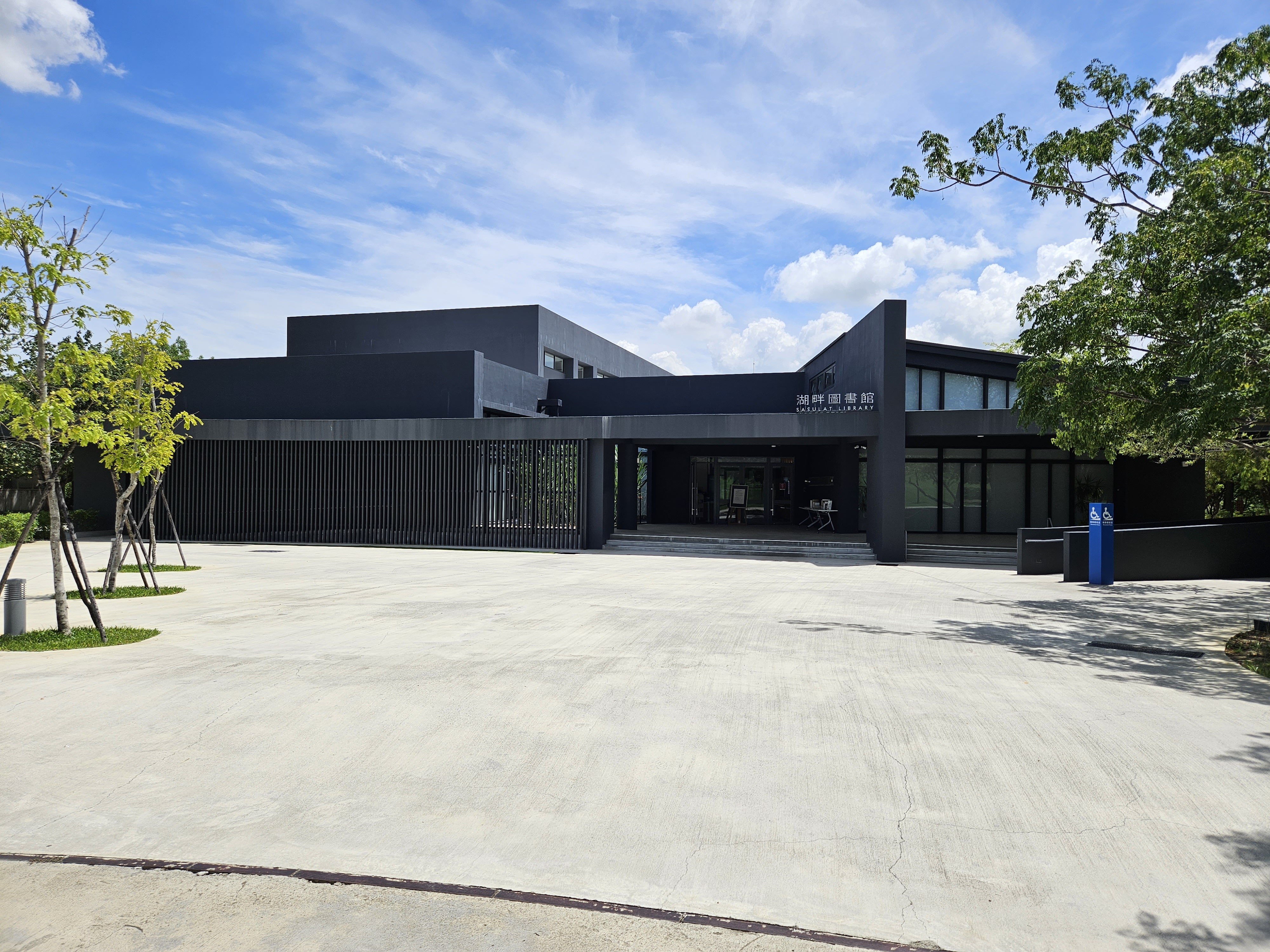
湖畔圖書館（Sasulat Library）

- 2021年11月8日: 升格為中央三級機構，舉辦揭牌典禮。湖畔圖書館（Sasulat Library）2022年11月18日「湖畔圖書館」（Sasulat Library）啟用。
- 2023年4月14日倡議國立臺灣歷史博物館館區成為生態友善園區。

## 展覽
台史博的展覽分為常設展與特展，自2021年重新開館以來，其常設展為介紹台灣通史的「斯土斯民：台灣的故事」，介紹台灣自出現人類以來至今的歷史、遺跡。而特展則針對離島、住宅等不同主題展覽，另有VR展廳播放影片。

## 歷任首長

### 籌備處主任
| 姓名   | 就職時間      | 卸任時間       | 備註                   |
| ------ | ------------- | -------------- | ---------------------- |
| 施明發 | 1997年9月     | 1999年9月      | 臺灣省立博物館館長兼任 |
| 莊維成 | 1999年9月     | 1999年11月     | 國立臺灣博物館祕書兼代 |
| 林正儀 | 1999年11月1日 | 2001年4月24日  |                        |
| 黃武忠 | 2001年4月25日 | 2001年9月30日  |                        |
| 黃武忠 | 2001年10月1日 | 2001年12月31日 | 文建會第二處處長兼代   |
| 呂理政 | 2002年1月1日  | 2006年9月30日  |                        |
| 王壽來 | 2006年10月1日 | 2006年11月30日 | 文建會主任秘書兼代     |
| 吳密察 | 2006年12月1日 | 2007年3月14日  |                        |

### 館長
| 姓名   | 就職時間      | 卸任時間      | 備註       |
| ------ | ------------- | ------------- | ---------- |
| 吳密察 | 2007年3月15日 | 2008年7月31日 |            |
| 郭碧娥 | 2008年8月1日  | 2008年9月30日 | 副館長代理 |
| 呂理政 | 2008年10月1日 | 2016年1月15日 |            |
| 王長華 | 2016年1月16日 | 2018年9月24日 |            |
| 林崇熙 | 2018年9月25日 | 2020年9月24日 |            |
| 楊仙妃 | 2020年9月25日 | 2021年3月31日 | 副館長代理 |
| 張隆志 | 2021年4月1日  | 迄今          |            |

## 相關資源

### 數位學習
- 斯土斯民-臺灣的故事　彙整本館常設展及特展內容之文獻資料、圖像資料、模型、複製品等相關資料，呈現展示內容及延伸學習。
- 臺灣女人　以本館蒐藏之臺灣臺灣女性相關資料為基礎，從而建置網站、呈現臺灣女性歷史，協助社會大眾認識臺灣女性歷史的多元面貌。
- 臺灣音聲一百年
- 「看見臺灣歷史」典藏網站　公開分享藏品內容，作為推廣臺灣歷史物質文化，了解館內收藏文物並授權加值運用。
- 「臺史博任意門APP」： Android下載、IOS下載
- 「臺灣史數位資源整合入口網」

### 出版品
- 期刊：《歷史臺灣》
- 期刊： Watch Taiwan 觀．臺灣

## 交通資訊
大台南公車：

公共自行車YouBike2.0：
- 臺灣歷史博物館：20車柱

## 外部連結
- 國立臺灣歷史博物館（中文） （页面存档备份，存于）
- 國立臺灣歷史博物館（英文） （页面存档备份，存于）
- 國立臺灣歷史博物館（日語） （页面存档备份，存于）
- 國立臺灣歷史博物館的Facebook專頁
- YouTube上的國立臺灣歷史博物館頻道
- 常設展及特展介紹資訊：斯土斯民-臺灣的故事 （页面存档备份，存于）
- 國立臺灣歷史博物館-臺灣歷史公園
- 國立臺灣歷史博物館 - 交通部觀光署 （页面存档备份，存于）